# Herbert Frenzel (Romanist)
Herbert Frenzel (* 29. Juni 1913 in Kairo; † 25. Oktober 1968 in Innsbruck) war ein deutscher Romanist und Italianist.

## Leben und Werk
Frenzel promovierte 1936 in Bonn bei Ernst Robert Curtius über Alfredo Oriani und den italienischen Nationalismus. Von 1936 bis 1966 war er (vom Kriegsdienst abgesehen) Lektor an der Universität Genua, ab 1956 auch Direktor des dortigen deutschen Kulturinstituts. 1964 habilitierte er sich in Innsbruck mit der Schrift Ariost und die romantische Dichtung. Von 1966 bis 1968 lehrte er als ordentlicher Professor für romanische Literaturwissenschaft an der Universität Innsbruck.

## Werke
- Alfredo Oriani (1852–1909). Ein Beitrag zur Geschichte des italienischen Nationalismus, Stuttgart 1937 (Dissertation)
- (Zusammen mit Werner Ross, in Verbindung mit Bruno Minoletti) 30 Stunden Italienisch für Anfänger, Berlin 1938
- (Zusammen mit Werner Ross) 1000 idiomatische italienische Redensarten, Berlin 1939
- Perfeziona il tuo italiano! Toussaint-Langenscheidt-Aufbau-Kursus Italienisch für Fortgeschrittene, Langenscheidt, Berlin 1956
- Virgil in der modernen Lyrik Italiens, Krefeld 1957
- Italienische Aussprache 1. Die Laute des Italienischen, Berlin 1958
- (Übersetzer aus dem Italienischen) Eugenio Montale, Glorie des Mittags: Ausgewählte Gedichte, München 1960
- Ariost und die romantische Dichtung, Böhlau, Köln und Graz 1962 (Habilitationsschrift)
- (Zusammen mit Walter Frenzel) Langenscheidts Handwörterbuch Italienisch. Deutsch-Italienisch, Berlin 1965
- Dizionario italiano-tedesco, tedesco-italian 2. Tedesco-italiano, Milano 1965
- Langenscheidts praktisches Lehrbuch Italienisch, Berlin 1968